# Złotniki (gromada w powiecie jędrzejowskim)
Złotniki – dawna gromada, czyli najmniejsza jednostka podziału terytorialnego Polskiej Rzeczypospolitej Ludowej w latach 1954–1972.
Gromady, z gromadzkimi radami narodowymi (GRN) jako organami władzy najniższego stopnia na wsi, funkcjonowały od reformy reorganizującej administrację wiejską przeprowadzonej jesienią 1954 do momentu ich zniesienia z dniem 1 stycznia 1973, tym samym wypierając organizację gminną w latach 1954–1972.
Gromadę Złotniki z siedzibą GRN w Złotnikach utworzono – jako jedną z 8759 gromad na obszarze Polski – w powiecie jędrzejowskim w woj. kieleckim, na mocy uchwały nr 13b/54 WRN w Kielcach z dnia 29 września 1954. W skład jednostki weszły obszary dotychczasowych gromad Złotniki, Kanice Stare, Kanice Nowe, Lipnica i Mniszek ze zniesionej gminy Złotniki w tymże powiecie. Dla gromady ustalono 19 członków gromadzkiej rady narodowej.
31 grudnia 1961 do gromady Złotniki przyłączono obszar zniesionej gromady Żarczyce a także wsie Wola Teserowa, Rembieszyce i Karsznice oraz osady Jacłów, Stoki Karsznickie, Borków, Bździanki, Pałeczki i Jelonek ze zniesionej gromady Wola Teserowa.
Gromada przetrwała do końca 1972 roku, czyli do kolejnej reformy gminnej.